# Tàn nhang

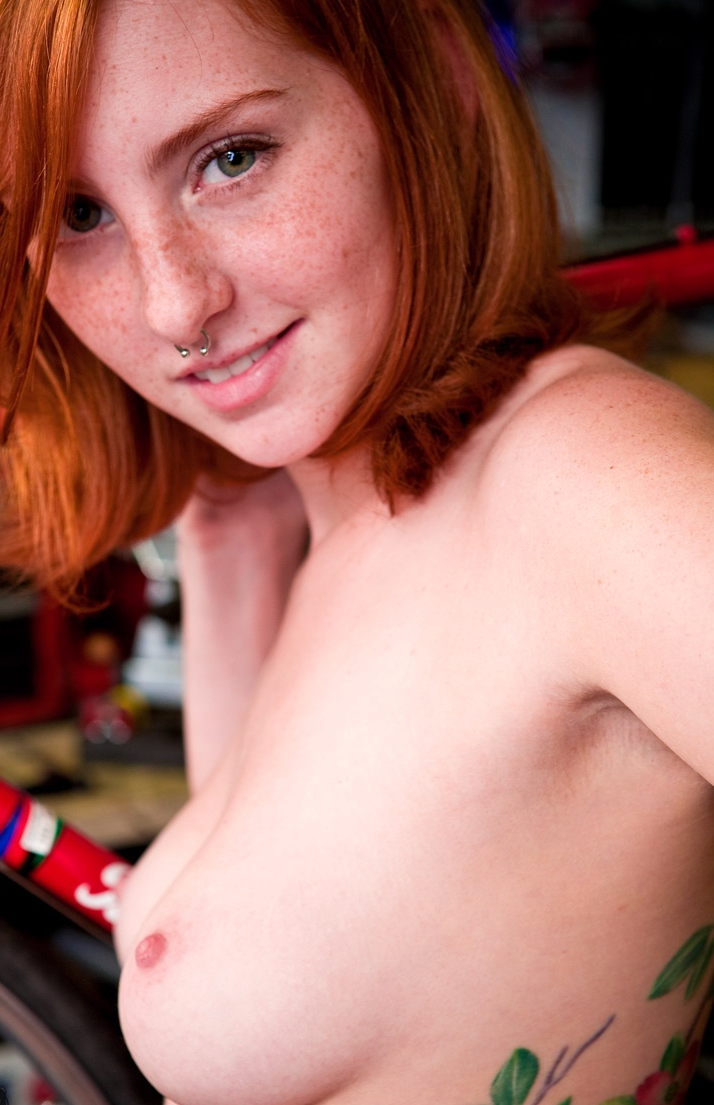
Một cô gái trẻ da trắng ửng hồng và tàn nhang trên khuôn mặt

Tàn nhang (Freckle) là những đốm sắc tố nhỏ, phẳng, có màu nâu hoặc nâu nhạt trên da, được hình thành do sự gia tăng sản xuất melanin (sắc tố da) khi tiếp xúc với ánh nắng mặt trời. Chúng hoàn toàn vô hại và là một đặc điểm di truyền tự nhiên của cơ thể. Đây là những cụm tế bào tập trung melanin, dễ thấy nhất ở những người có làn da sáng. Tàn nhang không có sự gia tăng số lượng tế bào sản xuất melanin, hay melanocyte, mà thay vào đó là các tế bào hắc tố sản xuất quá mức các hạt melanin (melanosome), làm thay đổi màu sắc của các tế bào da bên ngoài (keratinocyte). Do đó, tàn nhang khác với đốm đồi mồi (lentigo) và nốt ruồi. Tàn nhang là do sự tích tụ của các tế bào hắc tố trên một vùng da nhỏ. Tàn nhang có thể xuất hiện trên mọi loại da. Trong sáu loại da Fitzpatrick, chúng phổ biến nhất ở tông màu da 1 và 2, thường thuộc về người Bắc Âu. Tuy nhiên, tàn nhang cũng có thể xuất hiện trên mọi người trên khắp thế giới. Ở Anh, một thuật ngữ lịch sử để chỉ tàn nhang là Summer-voys, đôi khi được viết là Summervoise (có nghĩa là những đốm nhỏ mùa hè), có thể liên quan đến từ tiếng Đức là Sommersprossen (có nghĩa là "chồi non mùa hạ" mô tả cách những đốm tàn nhang "nảy mầm" hay "nở rộ" trên làn da khi được ánh nắng mùa hè chiếu vào). 

## Đặc điểm
Tàn nhang hình thành do tiếp xúc với ánh nắng mặt trời. Tiếp xúc với tia UV-B kích hoạt tế bào hắc tố tăng sản xuất melanin, khiến tàn nhang trở nên sẫm màu và rõ hơn. Điều này có nghĩa là người chưa từng bị tàn nhang có thể đột nhiên xuất hiện tàn nhang sau khi tiếp xúc lâu với ánh nắng mặt trời. Tàn nhang chủ yếu xuất hiện trên mặt, mặc dù chúng có thể xuất hiện trên bất kỳ vùng da nào tiếp xúc với ánh nắng mặt trời, chẳng hạn như cánh tay hoặc vai. Nồng độ melanin phân bố dày đặc có thể khiến tàn nhang sinh sôi và bao phủ toàn bộ vùng da, chẳng hạn như mặt, trán và đặc biệt là ở gò má. Khi tiếp xúc với ánh nắng mặt trời, tàn nhang sẽ xuất hiện trở lại nếu chúng đã được điều trị bằng kem (dược phẩm) hoặc laser và không được bảo vệ khỏi ánh nắng mặt trời, nhưng trong một số trường hợp, tàn nhang sẽ mờ dần theo tuổi tác.

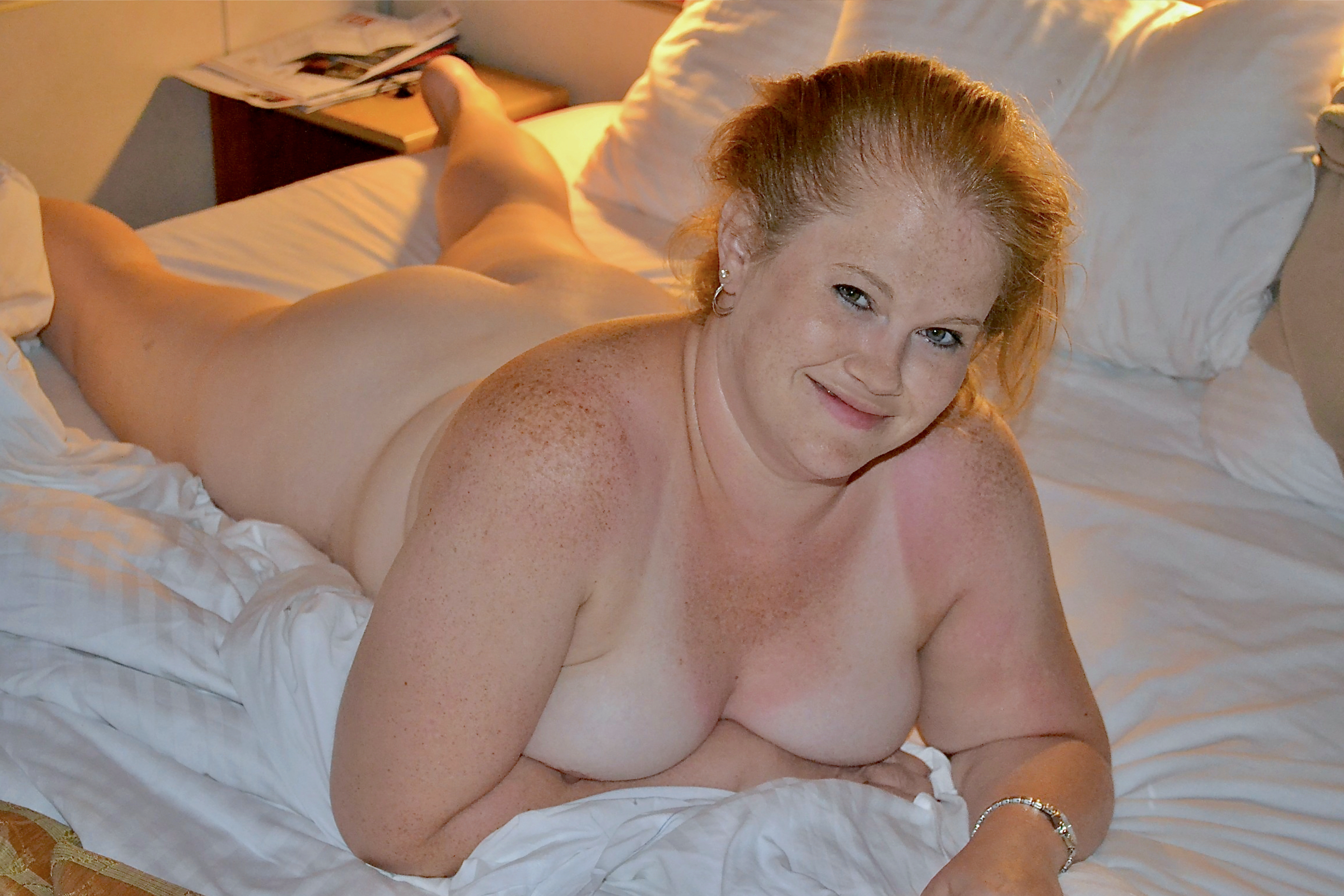
Một phụ nữ da trắng với dày đặc đốm tàn nhang thâm lâm trâm trên ngực, vai, lưng trên

Tàn nhang thâm lâm râm là những nốt tàn nhang có sắc tố sẫm màu hơn (thâm) và xuất hiện với mật độ dày đặc (lâm râm) trên da, còn gọi là tàn nhang lốm đốm, gần giống với nám da. Đây là một đặc điểm di truyền phổ biến ở những người có làn da sáng (da type I và II), đặc biệt là người có tóc đỏ hoặc tóc vàng, tạo ra một sự tương phản và rõ rệt trên nền da trắng hoặc trắng hồng toàn thân, chúng không phải là những chấm nhỏ riêng lẻ, mà xuất hiện thành từng cụm, từng mảng dày đặc và thường tập trung ở những vùng da tiếp xúc nhiều nhất với ánh nắng mặt trời như hai bên gò má, sống mũi, và lan ra cả phần ngực, phần lưng trên, vai, cánh tay. Tàn nhang hiếm gặp ở trẻ sơ sinh và thường gặp hơn ở trẻ em trước tuổi dậy thì. Tàn nhang không phải là một rối loạn về da, nhưng những người bị tàn nhang thường có nồng độ melanin bảo vệ da thấp hơn, do đó dễ bị ảnh hưởng bởi tia UV hơn. Người ta khuyên những người có làn da dễ bị tàn nhang nên tránh tiếp xúc quá nhiều với ánh nắng mặt trời và nên sử dụng kem chống nắng.

## Văn hoá
Xã hội phương Tây theo truyền thống coi tàn nhang là một khuyết điểm. Chẵng hạn như vào thời La Mã thì Pliny Già đã xem tàn nhang là những vết nhơ vấy bẩn về mặt tâm linh và tôn giáo. Nhận thức hà khắc này đã thay đổi sau giữa thế kỷ XX, khi làn da rám nắng và tàn nhang đi kèm được coi là biểu tượng địa vị cho thấy một cuộc sống nhàn hạ, có nhiều thời gian để tắm nắng, tắm biển, di du lịch, dã ngoại. Tàn nhang ngày càng trở nên thời thượng vào cuối thế kỷ XX do phong trào "Youthquake" những năm 1960 và thông qua sự gắn liền với những nhân vật nổi tiếng như người mẫu Twiggy và nhạc sĩ Jane Birkin. Vào đầu những năm 2000, người mẫu tàn nhang là xu hướng trong quảng cáo và xu hướng thời trang. Đến những năm 2020, sự phổ biến của hình xăm tàn nhang càng tăng cao do sự phổ biến của chúng trên các phương tiện truyền thông xã hội như TikTok. Tàn nhang là một đặc điểm di truyền, phổ biến hơn ở những người có làn da sáng màu, và trong văn hóa hiện đại, nó thường được xem là một nét duyên dáng, trẻ trung. Tàn nhang cùng với lông tơ vàng óng thường xuất hiện nhiều hơn ở người trẻ tuổi và có xu hướng mờ đi khi lớn tuổi, chúng trở thành những dấu hiệu vô thức của tuổi thanh xuân (Neoteny), giai đoạn có khả năng sinh sản cao nhất, xuân sắc nhất.
Tiêu chuẩn sắc đẹp truyền thống ở nhiều nước châu Á thường nhấn mạnh một vẻ đẹp hoàn hảo, không tì vết, "da trắng như trứng gà bóc" trong khi hình ảnh một cô gái da trắng phương Tây với làn da có những "khuyết điểm", tì vết tự nhiên như tàn nhang có thể mang lại một cảm giác chân thật, tự nhiên, sống động và ít gò ép hơn, tạo ra một sức hút đối lập. Do đó ngày nay cũng có nhiều đàn ông châu Á bị thu hút bởi làn da trắng hồng điểm dày đặc đốm tàn nhang thâm lâm râm của phụ nữ da trắng phương Tây. Trong văn hóa Việt Nam, với tiêu chuẩn sắc đẹp truyền thống là một làn da "trắng sáng không tì vết", tàn nhang trong một thời gian dài bị xem là một khuyết điểm cần được che giấu hoặc loại bỏ. Các phương pháp điều trị tàn nhang bằng laser hoặc mỹ phẩm đặc trị trở nên phổ biến cùng với sự phát triển của ngành công nghiệp thẩm mỹ tại Việt Nam, đặc biệt là từ thập niên 2000 trở đi. Tuy nhiên, gần đây, từ cuối những năm 2010, đã có một sự thay đổi trong nhận thức của giới trẻ, một bộ phận bắt đầu xem tàn nhang là một nét đẹp tự nhiên và cá tính. 